# Izrael na Letnich Igrzyskach Paraolimpijskich 2008
Izrael na Letnich Igrzyskach paraolimpijskich w Pekinie reprezentowało 42 zawodników.

## Medale

### Srebro
- Inbal Pezaro - pływanie, 100 metrów stylem dowolnym - S5
- Inbal Pezaro - pływanie, 200 metrów stylem dowolnym - S5
- Inbal Pezaro - pływanie, 100 metrów stylem klasycznym - SB4
- Doron Shaziri - strzelectwo, karabin dowolny - R7
- Boaz Kramer i Shraga Weiberg - tenis, gra podwójna

### Brąz
- Eli Nawi - wioślarstwo, jedynki